# Paraeurina
Paraeurina là một chi ruồi trong họ Chloropidae.